# 大雷代
大雷代，是匈牙利赫维什州所辖的一个村。总面积34.34平方公里，总人口3174，人口密度92.4人/平方公里（2011年1月1日）。